# Лексикон Рошера
Ausführliches Lexikon der griechischen und römischen Mythologie ( «Докладний лексикон грецької та римської міфології») — основний довідник і незамінний посібник в дослідженні античної міфології та літератури . Написаний колективом переважно німецьких вчених під керівництвом головного редактора  В. Г. Рошера ( Roscher, Wilhelm Heinrich, 1845-1923) і опублікований видавництвом Тейбнера в 1884-1937.
Складається з шести великих томів обсягом близько 7 000 сторінок, сьомий том складають додатки. Включає близько 14 000 статей по міфологічним персонажам грецької та римської міфології, відомим з літературних джерел, папірусів, написів, епітетів божеств, містить також відомості про богів Близького Сходу й інших народів, описаних античними авторами.

## Опис видання
Ausführliches Lexikon der griechischen und römischen Mythologie. Hrsg. von H.W. Roscher.[недоступне посилання з квітня 2019]. Leipzig, 1884-1937. Стереотипне перевидання: 2 Aufl., Bd 1-7, Hildesheim, 1965.
- Band I.  'A-H' . Стовпці 1-3024. 1884 - 1890.
- Band II. Abt. 1.  'I-K'  (Iache-Kyzikos). Стовпці 1-1776. 1890 - 1894.
- Band II. Abt. 2.  'L-M'  (Laas-Myton). Стовпці 1775-3326. 1894 - 1897.
- Band III. Abt. 1.  'N-P'  (Nabaiothes-Pasicharea). Стовпці 1-1664. 1897 - 1902.
- Band III. Abt. 2.  'P'  (Pasikrateia-Pyxios). Стовпці 1665-3472. 1902 - 1909.
- Band IV.  'Q-S'  (Quadriformis-Syzygia). Стовпці 1-1648. 1909 - 1915.
- Band V.  'T' . Стовпці 1-1572. 1916 - 1924.
- Band VI.  'U-Z'  (U-Zyrratel). Стовпці 1-848. Nachträge (Додатки, стовпці 849-1072). Виправлення (стр.1-17 окремої пагінацію). 1924 - 1937.
- Band VII (1965). Перевидання чотирьох додатків:
  - Додаток I. Epitheta deorum quae apud poetas graecos leguntur (Список епітетів богів і героїв). Стр.1-225 (Лейпциг, 1893).
  - Додаток II. Epitheta deorum quae apud poetas latinos leguntur (Латинські епітети богів і героїв). Стр.1-106 і зворотний покажчик (стр.107-154) (Лейпциг, 1902).
  - Додаток III. «Міфічна космографія греків» (стр.1-41) (Лейпциг, 1904).
  - Додаток IV. Стаття Групі «Історія вивчення класичної міфології» (стр.1-248) (Лейпциг, 1921).

## Словник видання
- Статті на букву  A;
- Статті на букви  B-E;
- Статті на букви  F-H;
- Статті на букви  I-K;
- Статті на букви  L-M;
- Статті на букви  N-O;
- Статті на букву  P;
- Статті на букви  Q-S;
- Статті на букву  T;
- Статті на букви  U-Z.